# Você Não Sabe de Nada
Você Não Sabe de Nada (também referido por sua sigla: VNSDN) é o álbum de estreia da banda brasileira de rock O Grilo, lançado em 26 de março de 2021 pela gravadora independente Rockambole. Foi precedido por três singles: "Trela", "Meu Amor" e "Contramão". Apresenta influências da música brasileira, como axé, samba e forró; e ritmos do norte do país, misturando-se com um pop rock melódico.
Antes de se apresentarem no festival Lollapalooza Brasil, em abril de 2019, a banda havia passado por uma reestruturação em sua formação, com a saída do guitarrista Gabriel Xavier e do baixista André Maya, e a entrada do guitarrista Felipe Martins. Durante aquele ano, e por conta da alta agenda de shows, a banda não desenvolveu suas técnicas nos ensaios, nem suas relações em estúdio.
Em 2020, o mundo foi acometido pela pandemia de COVID-19, o que forçou os membros a entrarem em quarentena. Durante esse período introspectivo, eles começaram a escrever algumas canções, inicialmente em pretensões meramente terapêuticas, elas viriam a ser trabalhadas para o álbum nos meses seguintes. A banda alugou um sítio em Limeira, no interior de São Paulo, onde poderiam gravar seu material com "paz e segurança", respeitando todos os protocolos de segurança.
O álbum foi gravado no estúdio Lazyfriendzzz, de um amigo da banda, e foi produzido e mixado por Hugo Silva, que já havia trabalhado com o quarteto em canções anteriores. Foi masterizado no estúdio El Rocha em São Paulo, pelo produtor e engenheiro de som peruano Carlos Bechet. O trabalho gráfico foi feito por Pietro Soldi, que criou o personagem Lauro para protagonizar as canções. Foi também lançado um livro, que contém as histórias das canções e de suas gravações, as tirinhas desenvolvidas por Soldi e as cifras das canções do álbum. Em janeiro de 2023, VNSDN foi relançado em disco de vinil.

## Contexto
No início de 2019, a banda passou por uma mudança em sua formação, com a saída de dois integrantes e a entrada do guitarrista Felipe Martins. Gabriel Cavallari, que tocava guitarra, agora assumia o baixo. Em abril, o Grilo foi escolhido como banda de abertura do festival Lollapalooza Brasil, e sua agenda de shows começou a lotar, inclusive abrindo shows da Supercombo. Como as apresentações eram sequentes, a banda não teve tempo de se desenvolver entre si, o que Martins descreveu como um período "quase distante", e sobre as canções que haviam duas linhas de guitarra, ele comenta:
| “                                                      | A gente chegava, tocava. Tudo meio estranho. (...) Muitos dos shows daquela época não foram bons – mas foram essenciais para entendermos como, tipo, 'não dá certo desse jeito. Vamos criar uma terceira versão pra guitarra! Não tive tempo de entender e aprender.' [sic] | ” |
| — Felipe Martins em entrevista à Rolling Stone Brasil. | |   |

Durante aquele ano, a banda foi se conhecendo e desenvolvendo suas técnicas e composições, o que culminou no primeiro trabalho com a nova formação, o single "Terreiro". Cavallari relembra o impacto que aquela canção trouxe ao grupo: "Foi uma música muito simbólica para mostrar esse entendimento para gente. Foi o início, mas mostrou como estávamos nos conhecendo."

## Produção
"Sentíamos a necessidade de ter um material mais conciso da banda. Boa parte das músicas foram compostas durante a quarentena, o que serviu como ponto de refúgio psicológico."

– Lucas Teixeira em entrevista à Rolling Stone Brasil.
Em 2020, o mundo foi acometido pela pandemia de COVID-19, o que atrasou os planos da banda. O processo de quarentena em ocasião do momento, que se apresentou como um período mais introspectivo do conjunto, serviu para compor novas canções que apareceriam no projeto seguinte. Segundo o vocalista Pedro Martins, a distância para compor deu um pouco de autonomia na criação – e acelerou um pouco o passo.
No começo haviam 16 faixas. Segundo Teixeira, estas foram "colocadas na mesa", e então eles procuraram quais delas "conversavam entre si". Desta seleção ficaram onze, e posteriormente viriam mais duas, após o baterista achá-las em seu celular, e o produtor Hugo Silva questionar porque não estarem inclusas. A banda então refez a listagem das faixas, adicionando as duas, entre essas, "Vou Levar". A escolha final das canções que viriam a ser gravadas usaram como "critério", como enfatizaram Pedro e Lucas à Rolling Stone Brasil, a diversão, o que o baterista apelidou de "Follow de Fun".
A banda alugou um sítio na cidade de Limeira, onde poderiam gravar com 'paz e segurança'. Em meio à natureza, Cavallari descreveu a experiência como "um grande respiro" – e Felipe como "um parênteses em meio à quarentena." A amizade, bastante evoluída no processo, garantiu um espaço no qual, segundo eles, "já conseguíamos entender e falar. Estávamos na mesma página."
A produção e mixagem ficou por conta de Hugo Silva, que já havia trabalhado com a banda em projetos anteriores. A masterização foi feita no estúdio El Rocha, em São Paulo, pelo produtor e engenheiro de som peruano Carlos Bechet.

## Conceito e sonoridade
"Acho que é um momento da adolescência. Existe a fase em que achamos saber de tudo. Tudo o que ouvimos é novidade, a gente não sabia de nada daquilo até então. Então, pensamos como isso pode ser a chave de tudo, e temos o segredo."

– Lucas Teixeira em entrevista à Rolling Stone Brasil.
Após finalizarem o álbum, a banda percebeu que haviam feito um disco "de dois momentos". Enquanto o primeiro era "bem mais existencialista", o segundo era mais "leve e alegre". Segundo a Rolling Stone Brasil, "é uma narrativa sobre como é difícil e como é incrível entrar na vida adulta", ainda explica, "uma das partes mais complicadas (se não a mais) é o conflito interno e o temor dessa fase."
A ideia inicial do projeto seria como "uma viagem musical pelo Brasil", misturando vários gêneros musicais e traços da cultura brasileira. O que se viu impraticável no começo, acabou-se tornando o cerne do álbum, que realmente apresenta vários estilos e influências da música nacional e internacional, misturando um pop rock melódico com a forte presença da MPB. Os acenos ao axé, ao samba e ao forró, fizeram de VNSDN, um trabalho bastante brasileiro. A revista Rolling Stone o descreveu como um "dilúvio de influência".
| “                                                     | No disco, cada música é de um universo. Em uma, você diz 'Caraca, isso é influência do Pink Floyd'; na outra, pensa 'cara, isso é Barões da Pisadinha!' (...) A gente tem a mente aberta para tons. E troca de estilo a cada compasso. Representamos muito o nome do disco: Você Não Sabe de Nada – e estamos sempre querendo aprender mais." [sic] | ” |
| — Pedro Martins em entrevista à Rolling Stone Brasil. | |   |

## Lançamento
Antes mesmo das gravações, a banda já havia anunciado que o próximo trabalho viria a ser um álbum. Para a divulgação, a banda lançou "Trela", "Meu Amor" e "Contramão" como singles no final de 2020. As canções anunciavam a chegada do novo momento da banda, junto do personagem Lauro, o eu lírico e protagonista do álbum. Lauro foi criado em colaboração com o cartunista Pietro Soldi, que desenvolveu tirinhas para a identidade visual do álbum.
Você Não Sabe de Nada foi lançado em 26 de março de 2021 pela gravadora independente Rockambole, e incluiu um livro, editado e lançado também pela gravadora, que contém a história das canções e de sua gravação, as tirinhas desenvolvidas por Soldi e até as cifras das canções do álbum. O projeto conta também com 3 videoclipes: "Onde Flor", "Guitarrada" e "Infinito (-1)", os dois últimos dirigidos por Luigi Parisi.
Em janeiro de 2023, o álbum foi relançado em disco de vinil. As primeiras prensagens foram limitadas. Em outubro de 2023, o quarto single de divulgação do álbum foi lançado: "Guitarrada", em uma versão acelerada(em inglês).

## Lista de faixas
Todas as faixas creditadas à banda.
Serviços de streaming e CD
| N.º            | Título                                  | Duração |  |
| 1.             | "Trela"                                 | 3:07    |  |
| 2.             | "Guitarrada"                            | 2:34    |  |
| 3.             | "Contramão"                             | 2:52    |  |
| 4.             | "Tudo e Mais um Pouco"                  | 2:46    |  |
| 5.             | "Meu Pior Amigo"                        | 3:37    |  |
| 6.             | "Infinito (-1)"                         | 3:24    |  |
| 7.             | "Você Não Sabe de Nada"                 | 1:39    |  |
| 8.             | "Meu Amor"                              | 3:13    |  |
| 9.             | "Vou Levar"                             | 3:18    |  |
| 10.            | "e daí, eu sei lá ¯\_(ツ)/¯"            | 0:46    |  |
| 11.            | "Adeus"                                 | 4:22    |  |
| 12.            | "Onde Flor"                             | 3:12    |  |
| 13.            | "Malabarista de Granadas" (Bonus Track) | 2:56    |  |
| Duração total: | Duração total:                          | 37:52   |  |

LP
| Lado A |                         |         |  |
| N.º    | Título                  | Duração |  |
| 1.     | "Trela"                 | 3:07    |  |
| 2.     | "Guitarrada"            | 2:34    |  |
| 3.     | "Contramão"             | 2:52    |  |
| 4.     | "Tudo e Mais um Pouco"  | 2:46    |  |
| 5.     | "Meu Pior Amigo"        | 3:37    |  |
| 6.     | "Infinito (-1)"         | 3:24    |  |
| 7.     | "Você Não Sabe de Nada" | 1:39    |  |

| Lado B |                              |         |  |
| N.º    | Título                       | Duração |  |
| 1.     | "Meu Amor"                   | 3:13    |  |
| 2.     | "Vou Levar"                  | 3:18    |  |
| 3.     | "e daí, eu sei lá ¯\_(ツ)/¯" | 0:46    |  |
| 4.     | "Adeus"                      | 4:22    |  |
| 5.     | "Onde Flor"                  | 3:12    |  |
| 6.     | "Malabarista de Granadas"    | 2:56    |  |

- Nas edições em LP e CD, a última faixa, "Malabarista de Granadas", não está indicada como faixa bônus.

## Ficha técnica
De acordo com o encarte da edição em LP:
O Grilo
- Pedro Martins – vocais principais
- Felipe Martins – guitarras acústica e elétrica, vocais de apoio
- Gabriel Cavallari – baixo elétrico, vocais de apoio
- Lucas Teixeira – bateria

Músicos adicionais
- Coro em "Você Não Sabe de Nada": Carol Navarro, Gabriel Aragão, Isa Salles, Manifeste, Maracatech, Nando Montenegro, PH, PLUMA, Reolamos, Rodrigo Fischmann, Santaella

Produção sonora
- Hugo Silva – produção musical e mixagem
- Carlos Bechet – masterização

Produção gráfica
- Pietro Soldi – capa e ilustrações
- Gabriel Dantas – design
- Isabela Cecarelli – fotografia
- Amanda Caldas – fotografia
- Luigi Parisi[11] – fotografia